# Issuttussoq

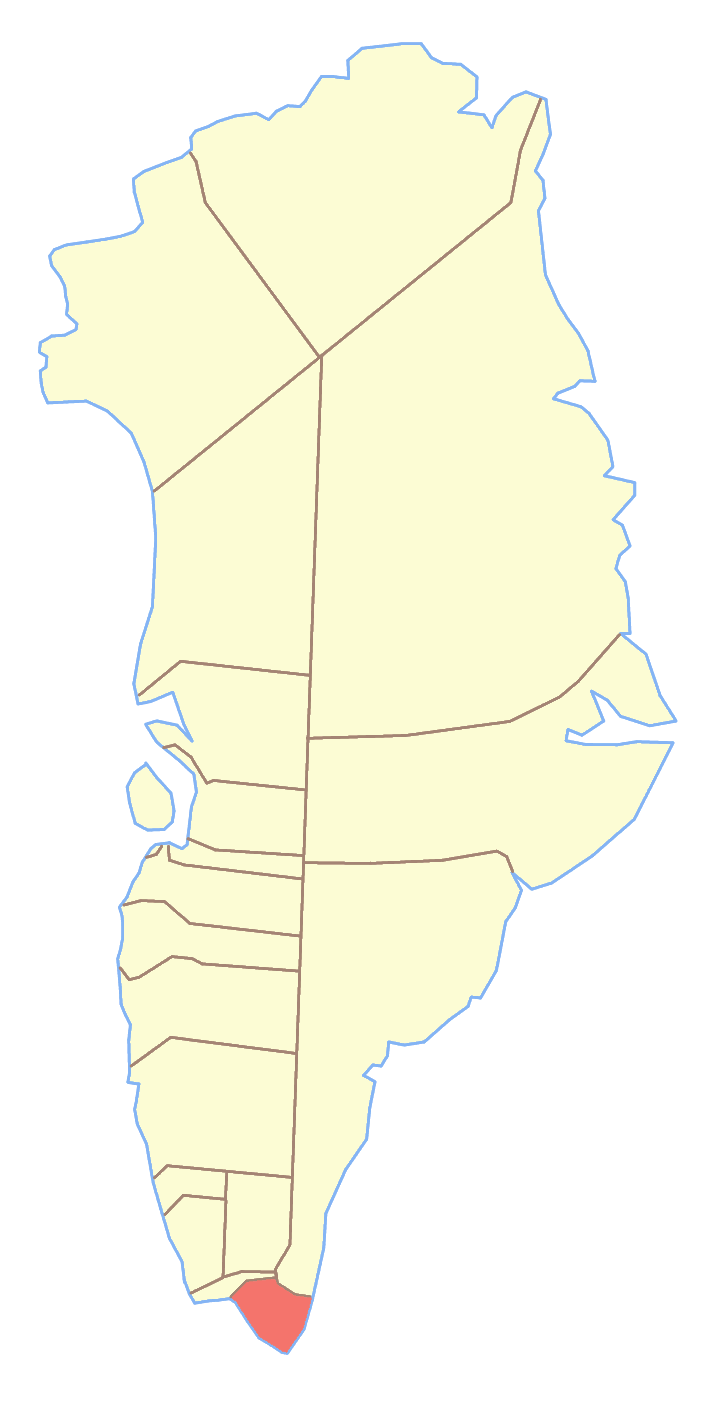
Ex comune di Nanortalik, dove si trovava l'Issuttussoq

L'Issuttussoq è una montagna della Groenlandia di 1457 m. Si trova a 60°11'N 44°22'O; appartiene al comune di Kujalleq.